# Sterjo Spasse

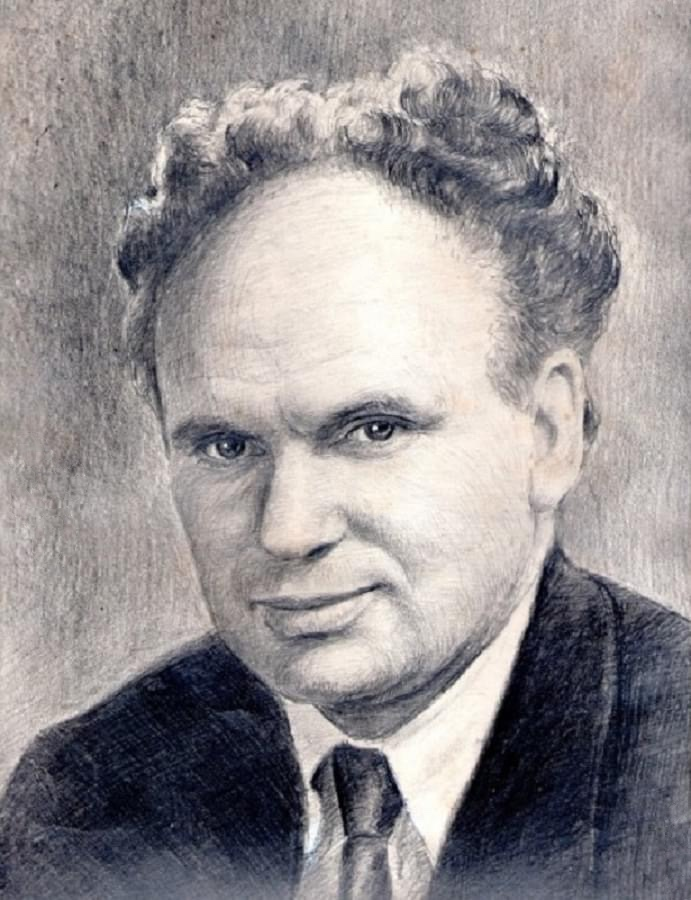
Sterjo Spasse

Sterjo Spasse (mazedonisch Стерјо Спасе; * 14. August 1914 in Gollomboç am Prespasee; † 12. September 1989 in Tirana) war ein albanischer Schriftsteller. Spasse entstammte der mazedonischen Minderheit in Albanien; seine Arbeiten verfasste er aber zum größten Teil in albanischer Sprache.

## Leben
Bereits im Alter von knapp 20 Jahren schrieb Spasse sein bekanntestes Werk, die Novelle Nga jeta në  jetë. Pse? (Aus dem Leben ins Leben. Warum?). Darin wird die Geschichte eines jungen Intellektuellen geschildert, der nach dem Studium in sein Heimatdorf zurückkehrt. Der Held fühlt sich innerlich nicht mehr in der Lage, nach den traditionellen Wertvorstellungen der archaischen Dorfgemeinschaft (bis hin zur arrangierten Ehe mit einem Bauernmädchen) zu leben; er findet aber auch nicht die Kraft, sich dagegen aufzulehnen. Dieser Widerspruch treibt ihn am Ende in den Selbstmord.
Spasse selbst war später fünfzig Jahre lang mit Nikolina, einer einfachen Frau aus seinem Heimatdorf, verheiratet, die als junges Mädchen noch Analphabetin gewesen sein soll. Gemeinsam hatten sie drei Kinder.
Nach dem Zweiten Weltkrieg schrieb Spasse auch einige Romane, daneben Novellen und Kindergeschichten. In den Jahren kurz vor und kurz nach dem Krieg ist er als Lehrer tätig gewesen. Anfang der 1950er Jahre ging er mit seiner Familie nach Tirana. 1975 konnte Sterjo Spasse das damals von der Außenwelt abgeschottete kommunistische Albanien einmal verlassen und eine größere Reise in das Nachbarland Jugoslawien unternehmen, die er in seinen Briefen an meinen Enkel Arian in Tirana. Aus Mazedonien und Kosovo literarisch verarbeitete.
Einige seiner Bücher, insbesondere die Novelle Pse?, gehören zum Kanon der Literatur, die in den albanischen Schulen gelesen wird. Ab den sechziger Jahren erschienen Werke des Autors in deutscher, russischer oder französischer Übersetzung und wurden so einem größeren Publikum zugänglich.

## Werke
- Kurorë rinije. (Krone der Jugend) Kurzgeschichten 1934
- Nga jeta në jetë. Pse? (Aus dem Leben ins Leben. Warum?) 1935.
- Ata nuk ishin vetëm. (Sie waren nicht allein) Roman 1952 dt. 1960
- Afërdita përsëri në fshat. (Afërdita wieder im Dorf) Roman 1955
- Buzë liqenit. (Am Seeufer) Roman 1965
- Sokolesha. (Das Falkenweibchen) Nachdichtungen epischer Lieder für Kinder 1966
- Të fala nga fshati. (Schöne Grüße vom Dorf) Kindergeschichten 1968
- Zjarre. (Feuer) Roman 1972
- Ja vdekje, ja liri. (Entweder Tod, oder Freiheit) Roman 1978
- Kryengritësit. (Die Aufständischen) Roman 1983.
- O sot, o kurr! (Heute oder Nie!) Roman 1989
- Letra nipit tim Arian në Tiranë nga Maqedonia dhe Kosova. (Briefe an meinen Enkel Arian in Tirana aus Mazedonien und Kosovo), 1975
  - Wegen seiner historischen Bedeutung für die Beziehungen zwischen Mazedoniern und Albanern gab die Matica Makedonska dieses Buch 1995 in einer mazedonischen Übersetzung heraus: Pisma za mojot vnuk Arian vo Tirana, isprateni od Makedonija i Kosovo, 1975 godina.
- Als Herausgeber: Makedonski narodni pesni od Mala Prespa, Albanija. (Makedonische Volkslieder aus Mala Prespa, Albanien), Skopje 1992.